# Ігровий матч
«Ігровий матч» (англ. Match Play) — американська короткометражна кінокомедія Мака Сеннета 1930 року.

## Сюжет
Два чемпіона з гольфу викликають на гру Еда і Мардж.

## У ролях
- Волтер Хейген — чемпіон відкритого чемпіонату англії по гольфу
- Лео Дігел — американський професійний чемпіон з гольфу
- Енді Клайд — Ед Мартін
- Марджорі Бібі — Мардж Мартін
- Бад Джеймісон — Бад Гарві
- Вільям Сербі — Кедді
- Кетрін Стенлі — незначна роль